# پیمان اسماعیلی
پیمان اسماعیلی (۱۳۵۶ در تهران - )، نویسندهٔ ایرانی است. او برای مجموعه داستان "برف و سمفونی ابری" جایزهٔ روزی روزگاری، مهرگان، گلشیری و منتقدان و نویسندگان مطبوعات را دریافت کرد. مجموعه داستان "همین امشب برگردیم" برنده جایزه ادبی احمد محمود شده است.

## زندگی‌نامه
پیمان اسماعیلی در سال ۱۳۵۶ خورشیدی در تهران به دنیا آمد. او در سال ۱۳۷۴ در رشته مهندسی برق وارد دانشگاه علم و صنعت ایران شد. او دبیر هیئت مؤسس مجمع کانونهای ادبی دانشجویان سراسر کشور بوده‌است.
او از سال ۱۳۷۹ همکاری اش را با روزنامه‌هایی چون بهار، شرق، اعتماد و مجلاتی چون همشهری ماه، به صورت نوشتن نقد یا انجام مصاحبه آغاز کرده که از آن بین مصاحبه با پل آستر، کورت ونه‌گات، استانیسلاو لم، جومپا لاهیری، مایکل کانینگهام، ارونداتی روی و جویس کارول اوتس قابل ذکرند.
از او سه مجموعه داستان به نام‌های برف و سمفونی ابری، جیب‌های بارانی‌ات را بگرد و همین امشب برگردیم، و یک رمان به نام نگهبان منتشر شده‌است.
او برای مجموعه داستان برف و سمفونی ابری جایزه روزی روزگاری، مهرگان، گلشیری و منتقدان و نویسندگان مطبوعات را دریافت کرد.
مجموعه داستان جیب‌های بارانی ات را بگرد در سال ۱۳۸۵ در جایزه ادبی اصفهان شایسته تقدیر دانسته شده‌است. مجموعه داستان «همین امشب برگردیم» برنده نخستین دوره جایزه ادبی احمد محمود شده است. این مجموعه همچنین در نظرسنجی مجله تجربه در سال ۱۳۹۵ به عنوان بهترین مجموعه داستان سال انتخاب شد.

## آثار

### مجموعه‌داستان
- جیب‌های بارانی‌ات را بگرد، تهران: ققنوس، ۱۳۸۳؛ چاپ دوم، تهران: چشمه، ۱۳۹۵.[۱۰]
- برف و سمفونی ابری، تهران: چشمه، ۱۳۸۷؛ چاپ دوازدهم: ۱۴۰۲.[۱۱]
- همین امشب برگردیم، تهران: چشمه، ۱۳۹۵؛ چاپ پنجم: ۱۴۰۲.[۱۲]

### رمان
- نگهبان، رمان، تهران: زاوش، ۱۳۹۲؛ چاپ پنجم، تهران: چشمه، ۱۴۰۱.[۱۳]

### مجموعۀ گروهی
- ک‍وره‍ا ت‍ا ح‍اش‍ی‍ۀ ج‍اده‌ آم‍ده‌ان‍د، پیمان اسماعیلی به همراه رسول آبادیان،فریبا خانی، سپیده زرین‌پناه، حسین شیخ‌رضایی، احمد غلامی، حسن محمودی، و امیر نصری، ت‍ه‍ران‌: ک‍ت‍اب‍‌ه‍ای‌ ارغ‍وان‍ی‌‏‫، ۱۳۷۹.‬

## جوایز
- برگزیده اولین دوره جایزه ادبی چهل (امیدهای ادبیات معاصر ایران) در سال ۱۳۹۵
- برگزیده بهترین مجموعه داستان سال ۱۳۸۷ در نهمین دوره جایزه هوشنگ گلشیری برای مجموعه داستان برف و سمفونی ابری[۱۴]
- جایزه دهمین دوره منتقدان و نویسندگان مطبوعات برای مجموعه داستان برف و سمفونی ابری[۱۵]
- جایزه مهرگان بهترین مجموعه‌داستان سال‌های ۸۶ و ۸۷ برای مجموعه داستان برف و سمفونی ابری
- جایزه روزی روزگاری در سال ۱۳۸۸ برای مجموعه داستان برف و سمفونی ابری[۱۶]
- «همین امشب برگردیم» برگزیده نخستین دوره جایزه ادبی احمد محمود برای بهترین مجموعه داستان سال ۱۳۹۵
- «همین امشب برگردیم» برگزیده نظرسنجی مجله تجربه در سال ۱۳۹۵به عنوان بهترین مجموعه داستان سال
- «همین امشب برگردیم» برگزیده بهترین مجموعه داستان منتشر شده در نشر چشمه در سال ۱۳۹۵
- «همین امشب برگردیم» نامزد مرحله نهایی اولین دوره جایزه دوسالانه ادبی شیراز
- «همین امشب برگردیم» نامزد مرحله نهایی هفتمین دوره جایزه ادبی هفت اقلیم
- تقدیر شده در چهارمین دوره جایزه «ادبی اصفهان» برای مجموعه داستان «جیبهای بارانی ات را بگرد»
- برگزیده سومین دوره جایزه «ادبی اصفهان» برای داستان «مرض حیوان»
- برگزیده نخستین دوره جایزه ادبی «شهر کتاب» برای داستان «میان حفره‌های خالی»